# Tron Ludovisi
Tron Ludovisi – umowna nazwa trzech płaskorzeźbionych marmurowych płyt odkrytych na terenie Villa Ludovisi w Rzymie i datowanych na ok. 460 rok p.n.e. (wczesny okres klasyczny).
Płyty mogły pierwotnie zdobić ołtarz lub jakiś szyb (prof. E. Papuci-Władyka wyklucza, że był to tron).
Uważa się, że środkowa płyta mogła mieć pierwotnie kształt trójkąta. Górna część płyty jest utrącona jednak wskazywałyby na to krawędzie brzegów, unoszące się ku górze. Przedstawiona jest na niej scena narodzin Afrodyty lub, zdaniem niektórych badaczy Persefony. Przedstawiono ją centralnie. Jej tors ukazany jest na wprost, zaś głowa odwrócona w prawo. Ubrana jest w mokry chiton, który ściśle przylega do ciała. Biust bogini, wyraźnie widoczny spod szaty jest ukazany nieprawidłowo, tzn. jej piersi są za bardzo (nierealistycznie) rozsunięte. Po obu stronach bogini stoją jej towarzyszki – hory. Na pozostałych płytach o kształcie trapezowatym przedstawiono nagą kobietę grającą na aulosie oraz kobietę ubraną stojącą przed kadzielnicą.
Zabytek łączy się z artystycznym środowiskiem italskim. Obecnie eksponowany jest w Palazzo Altemps w Rzymie.